# Patrik Kihlborg
Lars Patrik Kihlborg, född 12 december 1960 i Helga Trefaldighets församling i Uppsala, är en svensk entreprenör och designer.
1993 grundade Kihlborg tillsammans med sin dåvarande fru, Filippa Knutsson, företaget Filippa K och var en tid dess VD. Han har studerat industridesign och tidigare varit verksam som arkitekt.
Han är son till kemisten, professor Lars Kihlborg och bibliotekarie Christina Berthelson samt bror till Oskar Kihlborg.